# فيلسنتهال (أركنساس)
فيلسنتهال (بالإنجليزية: Felsenthal, Arkansas)‏ هي بلدة أمريكية تقع في الولايات المتحدة في مقاطعة يونيون، أركنسو. يقدر عدد سكانها بـ 152 نسمة ومساحتها 4.4 كم2 وترتفع عن سطح البحر 25 متر.

## التركيبة السكانية
حدّد مكتب تعداد الولايات المتحدة بيانات التركيبة السكانية لفيلسنتهال في تعداد الولايات المتحدة. في ما يلي، التركيبة السكانية حسب تعدادي 2000 و2010.

### تعداد عام 2000
بلغ عدد سكان فيلسنتهال 152 نسمة بحسب تعداد عام 2000، وبلغ عدد الأسر 70 أسرة وعدد العائلات 44 عائلة مقيمة في البلدة. في حين سجلت الكثافة السكانية 35.3 نسمة لكل كيلومتر مربع (91.4/ميل2). وبلغ عدد الوحدات السكنية 256 وحدة بمتوسط كثافة قدره 59.5 لكل كيلومتر مربع (154.1/ميل2).
وتوزع التركيب العرقي للبلدة بنسبة 79.61% من البيض و16.45% من الأمريكيين الأفارقة و2.63% من الأعراق الأخرى و1.32% من عرقين مختلطين أو أكثر و3.95% من الهسبانيون أو اللاتينيون من أي عرق.
بلغ عدد الأسر 70 أسرة كانت نسبة 20% منها لديها أطفال تحت سن الثامنة عشر تعيش معهم، وبلغت نسبة الأزواج القاطنين مع بعضهم البعض 57.1% من أصل المجموع الكلي للأسر، ونسبة 4.3% من الأسر كان لديها معيلات من الإناث دون وجود شريك،  بينما كانت نسبة 1.4% من الأسر لديها معيلون من الذكور دون وجود شريكة وكانت نسبة 37.1% من غير العائلات. تألفت نسبة 30% من أصل جميع الأسر من عدة أفراد يعيشون في نفس المنزل ونسبة 10% كانت تتألف من شخص يعيش بمفرده يبلغ من العمر 65 عاماً أو أكثر. وبلغ متوسط حجم الأسرة المعيشية 2.17، أما متوسط حجم العائلات فبلغ 2.68.
بلغ العمر الوسطي للسكان 49.3 عاماً. وكانت نسبة 14.5% من القاطنين تحت سن الثامنة عشر، وكانت نسبة 5.3% بين الثامنة عشر والرابعة والعشرين عاماً، ونسبة 22.4% كانت واقعةً في الفئة العمرية ما بين الخامسة والعشرين والرابعة والأربعين عاماً، ونسبة 37.5% كانت ما بين الخامسة والأربعين والرابعة والستين، ونسبة 20.4% كانت ضمن فئة الخامسة والستين عاماً فما فوق. يوجد لكل 100 أنثى 90.0 ذكر، ويوجد لكل 100 أنثى في الثامنة عشر من عمرها فما فوق 97.0 ذكر.
بلغ متوسط دخل الأسرة في البلدة 31,000 دولارًا، أما متوسط دخل العائلة فبلغ 35,417 دولارًا. وكان متوسط دخل الذكور 45,833 دولارًا مقابل 17,292 دولارًا للإناث. وسجل دخل الفرد الخاص بالبلدة 16,975 دولارًا. وكانت نسبة 2.4% من العائلات ونسبة 11.5% من السكان تحت خط الفقر، وكان من هؤلاء نسبة 16% تحت سن الثامنة عشر ونسبة 21.2% في الخامسة والستين من العمر وما فوق.

### تعداد عام 2010
بلغ عدد سكان فيلسنتهال 150 نسمة بحسب تعداد عام 2010، وبلغ عدد الأسر 75 أسرة وعدد العائلات 43 عائلة مقيمة في البلدة. في حين سجلت الكثافة السكانية 34.9 نسمة لكل كيلومتر مربع (90.4/ميل2). وبلغ عدد الوحدات السكنية 259 وحدة بمتوسط كثافة قدره 60.2 لكل كيلومتر مربع (155.9/ميل2).
وتوزع التركيب العرقي للبلدة بنسبة 92% من البيض و7.33% من الأمريكيين الأفارقة و0.67% من عرقين مختلطين أو أكثر و0.67% من الهسبانيون أو اللاتينيون من أي عرق.
بلغ عدد الأسر 75 أسرة كانت نسبة 13.3% منها لديها أطفال تحت سن الثامنة عشر تعيش معهم، وبلغت نسبة الأزواج القاطنين مع بعضهم البعض 41.3% من أصل المجموع الكلي للأسر، ونسبة 12% من الأسر كان لديها معيلات من الإناث دون وجود شريك،  بينما كانت نسبة 4% من الأسر لديها معيلون من الذكور دون وجود شريكة وكانت نسبة 42.7% من غير العائلات. تألفت نسبة 41.3% من أصل جميع الأسر من عدة أفراد يعيشون في نفس المنزل ونسبة 14.7% كانت تتألف من شخص يعيش بمفرده يبلغ من العمر 65 عاماً أو أكثر. وبلغ متوسط حجم الأسرة المعيشية 2.00، أما متوسط حجم العائلات فبلغ 2.63.
بلغ العمر الوسطي للسكان 57.5 عاماً. وكانت نسبة 12.7% من القاطنين تحت سن الثامنة عشر، وكانت نسبة 5.3% بين الثامنة عشر والرابعة والعشرين عاماً، ونسبة 16% كانت واقعةً في الفئة العمرية ما بين الخامسة والعشرين والرابعة والأربعين عاماً، ونسبة 34.7% كانت ما بين الخامسة والأربعين والرابعة والستين، ونسبة 31.3% كانت ضمن فئة الخامسة والستين عاماً فما فوق. وتوزع التركيب الجنسي للسكان بنسبة 49.3% ذكور و50.7% إناث.